# Экфонетика
Экфонетика (греч. ἐκφωνέω — восклицать, ἐκφώνησις — восклицание) —- в богослужении способ озвучивания текстов Священного писания, не предназначенных для пения. Особенность заключается в том, что текст читается нараспев, путём повышения и понижения высоты звука на отдельных слогах. Таким приёмом удобно выделять наиболее значимые смысловые обороты в тексте. Яркий пример экфонетики — когда читают за богослужением Евангелие.
Экфонетика (от греч,: «экфонесис» — возглас). Сюда же причисляется и псалмодия. В древности, в Русской Церкви (а у греков, сербов, болгар, румын и по сей день) экфонетика подчинена была определенным правилам и интонационные обороты при чтении (особенно Священного Писания) точно установлены традицией. Была даже специальная безлинейная нотация, так называемая фонетическая, которой фиксировались на писчем материале интонации при возгласах и чтении (между прочим, экфонетические знаки имеются уже в Остромировом Евангелии —- древнейшем русском памятнике 1057 г.). Этим интонационная традиция чтения предохранялась от самовольных, «по личному вкусу», искажений. Традиция экфонезиса и псалмодии — очень древняя и восходит к первым векам христианства и, возможно, тянется еще дальше, в ветхозаветное храмовое богослужение (как известно, евреи до сих пор имеют особые интонации для чтения Св. Писания, различные для каждой из его книг). Многозначительно то, что у всех христианских Церквей, имеющих иерархию апостольского преемства, существуют псалмодия и экфонетика, во многих чертах совпадающие с псалмодией и экфонетикой Русской Православной Церкви. Заметим при этом, что определенные правила и законы традиционной псалмодии и экфонетики вовсе не требуют рабского калькирования какого-либо образца. В пределах традиционных форм личность чтеца может проявляться; границы же этого проявления и указываются, с одной стороны — правилами, с другой стороны — церковной культурностью чтеца.
И. А. Гарднер — Псалмодия 1967 г.